# Apple A12
Apple A12 Bionic (както и Apple A12X Bionic) е серия от 64-битови SoC модули, представляващи ново поколение 64-битов мобилни процесори на фирмата Apple Inc., оптимизиран за използване в мобилни изделия от тип смартфон и таблет компютър. Съдържа 6,9 млрд. транзистора.
Общото кодово наименование на мобилните процесори е Vortex, а означенията им са:
- T8020 за Apple A12 Bionic
- T8027 за Apple A12X Bionic

В A12X Bionic се използва подобреният 8‑ядрен невронен процесор Neural Engine, способен да изпълнява до 5 трилиона операции в секунда и работещ до 9 пъти по-бързо в сравнение с Apple A11.
Производството на Apple A12 Bionic започва през май 2018 година в предприятията на фирма TSMC по 7 nm технология, където се очаква да заеме 75% от капацитета на линиите за производство на 7 nm интегрални схеми на TSMC за 2018 година.
Продукти с вграден Apple A12 Bionic са iPhone XS, iPhone XS Max, iPhone XR, iPad mini 5 и iPad Air 3
Продукти с вграден Apple A12X Bionic са iPad Pro 11 и iPad Pro 12.9 (2018)